# 449. pehotni polk (Wehrmacht)
449. pehotni polk (izvirno nemško Infanterie-Regiment 449) je bil eden izmed pehotnih polkov v sestavi redne nemške kopenske vojske med drugo svetovno vojno.

## Zgodovina
Polk je bil ustanovljen 5. oktobra 1940 kot polk 11. vala na vadbišču Döllersheim z delov 132. in 462. pehotnega polka; polk je bil dodeljen 137. pehotni diviziji.
15. oktobra 1942 je bil polk preimenovan v 449. grenadirski polk.